# Pterocymbium tubulatum
Pterocymbium tubulatum är en malvaväxtart som först beskrevs av Maxwell Tylden Masters, och fick sitt nu gällande namn av Jean Baptiste Louis Pierre. Pterocymbium tubulatum ingår i släktet Pterocymbium och familjen malvaväxter. Inga underarter finns listade i Catalogue of Life.